# Helena Michalewicz
Helena Michalewicz (ur. 20 grudnia 1911 w Przemyślu, zm. 22 października 1978) – polska nauczycielka, posłanka na Sejm PRL I kadencji (1952–1956).

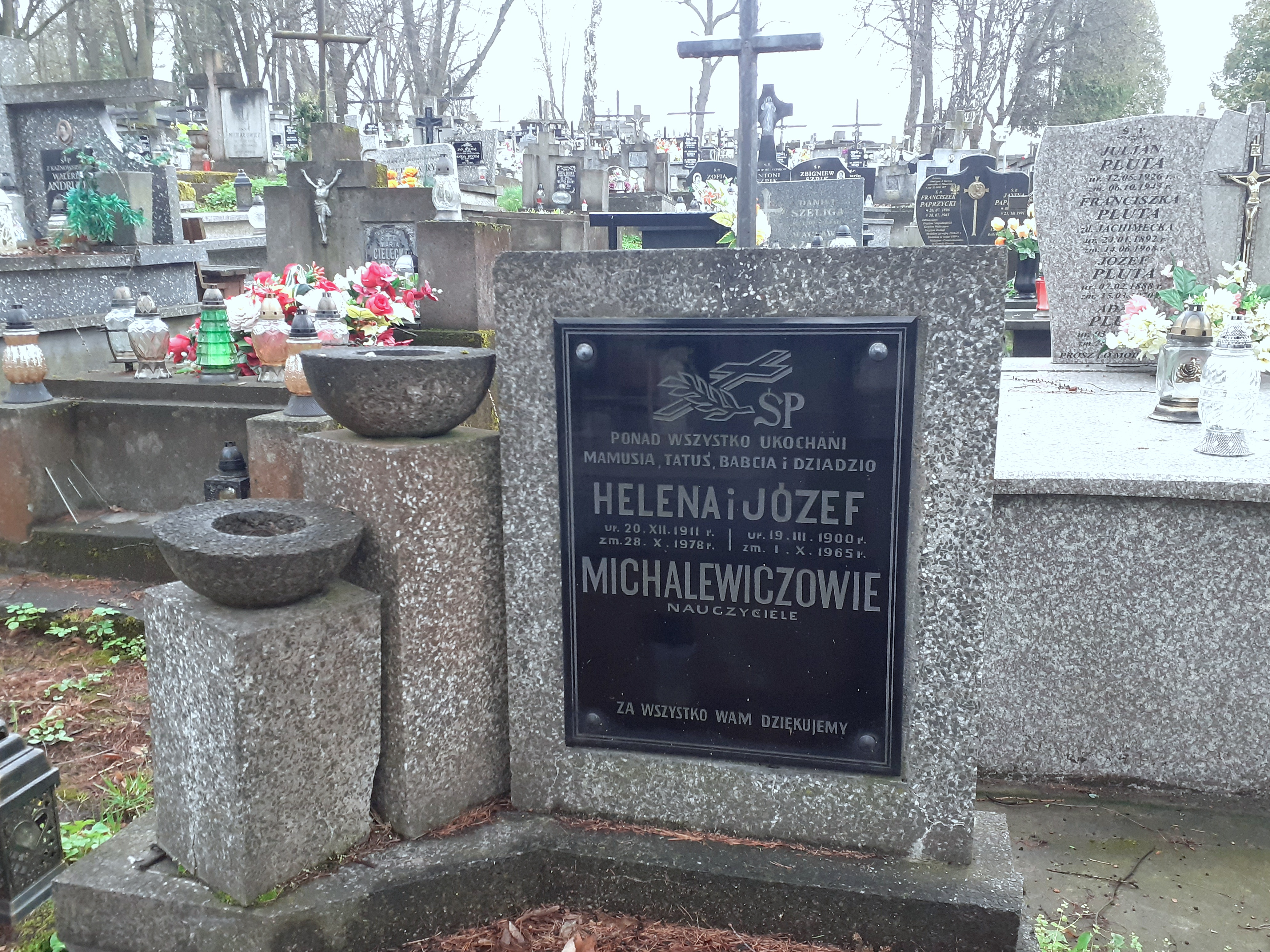
Grobowiec Heleny Michalewicz

## Życiorys
Po ukończeniu seminarium nauczycielskiego pracowała w Inspektoracie Szkolnym w Przemyślu, była również nauczycielem (w Przemyślu, Błozwi Górnej i Nowym Mieście). W czasie II wojny światowej prowadziła tajne komplety. Po zakończeniu działań wojennych na Podkarpaciu w 1944 podjęła pracę w szkole podstawowej w Przemyślu (do 1951). W 1952 została posłanką na Sejm I kadencji PRL z ramienia Stronnictwa Demokratycznego w okręgu Jarosław. Zasiadała w Komisji Gospodarki Mieszkaniowej i Komunalnej. Po odejściu z Sejmu pracowała jako nauczyciel, w latach 60. kierowała szkołą podstawową Towarzystwa Przyjaciół Dzieci w Przemyślu.
Odznaczona Srebrnym (1952) i Złotym Krzyżem Zasługi oraz Medalem 10-lecia Polski Ludowej (1955).
Pochowana na cmentarzu komunalnym Zasanie w Przemyślu (04/7/21).